# Arenetra fumipennis
Arenetra fumipennis är en stekelart som beskrevs av Henry Keith Townes, Jr. 1978. Arenetra fumipennis ingår i släktet Arenetra och familjen brokparasitsteklar. Inga underarter finns listade.